# التصحيحات (رواية)
التصحيحات، هي رواية صدرت عام 2011 للأديب الأميركي جوناثان فرانزن. تدور الرواية حول المتاعب التي تواجه زوجًا من كبار سن وسط غرب الولايات المتحدة وأطفالهما الراشدين الثلاثة، متعقبة حيواتهم من أواسط القرن العشرين وحتى «عيد ميلاد أخير» على مقربة من نهاية الألفية. حازت الرواية على جائزة الكتاب الوطنية في عام 2001 وعلى جائزة جيمس تيت بلاك التذكارية في عام 2002.
لاقت التصحيحات استحسانًا واسع النطاق لدى النقاد الأدبيين. قورِنت مشاعر الأرق والجزع التي تعيشها شخصياتها بمشاعر الأمريكيين بعد أحداث 11 سبتمبر 2001، وإن كان نشر الرواية قد سبق الأحداث بعشرة أيام. أوّل الكثيرون التصحيحات بأنها ذات بصيرة تنبؤية فيما يتعلق بالمخاوف الأساسية في الحياة الأمريكية التالية لأحداث 9/11، وصُنفت في عدة منشورات كواحدة من أعظم روايات القرن الحادي والعشرين.

## ملخص الحبكة
تنتقل الرواية جيئة وذهابًا عبر القرن العشرين، وتتبع بين الفينة والأخرى الزوجين ألفريد وإنيد لامبرت وتربيتهما لأطفالهما غاري، وتشيب، ودينيس في ضاحية سان جود التقليدية في وسط غرب الولايات المتحدة، وحيوات كل من أفراد العائلة بينما يكبرون، وينؤون بأنفسهم بعيدًا للعيش على الساحل الشرقي. ألفريد، بطرك متزمت وصارم يعمل مهندس سكك حديدية، أصيب بمرض باركنسون وبدأت تظهر عليه أعراض خرف متزايدة خارج نطاق السيطرة. تفرغ إنيد مشاعر إحباطها معه بمحاولة فرض الأحكام التقليدية على حيوات أطفالها الراشدين وإزعاجهم.
ابنهما الأكبر غاري، مصرفي ناجح لكنه في اكتئاب وإدمان كحول متزايدين يعيش في فيلادلفيا مع زوجته، كارولين، وأبنائه الثلاثة. عندما تحاول إنيد إقناع غاري بجلب عائلته إلى سان جود لقضاء عيد الميلاد، تأبى كارولين ذلك، وتقلب ابن غاري ضده وضد إنيد، ما يُفاقم ميوله الاكتئابية. في المقابل، يحاول غاري قسر والديه على الانتقال إلى فيلادلفيا كي يكون بمقدور ألفريد الخضوع لعلاج عصبي تجريبي بلغ خبره إليه ودينيس.
تعيش ابنتهما الصغرى دينيس في فيلادلفيا أيضًا، وتلاقي نجاحًا متناميًا في مهنتها ككبيرة طهاة رغم استنكار إنيد وتحقيقها المستمر في حياتها الشخصية، ويوكل إليها أمر افتتاح مطعم جديد. تنخرط دينيس شديدة الحب لعملها والمتهورة في آن واحد، في علاقين غراميتين مع كل من رئيسها وزوجته، وبرغم نجاح المطعم، تتعرض للطرد عندما يُكشف ذلك. تُظهر العودة إلى ذكريات طفولتها رد فعلها على نشأتها المكبوتة ببدء علاقة غرامية مع أحد مرؤوسي والدها، عامل إشارة متزوج في السكك الحديدية.
الابن الأوسط، تشيب، أكاديمي عاطل عن العمل يعيش في مدينة نيويورك عقب إنهاء عمله كأستاذ جامعي على طريق التثبيت (أي قد يُرقى إلى أستاذ دائم) نتيجة علاقة جنسية مع طالبة. أثناء معيشته معتمدًا على أموال يستدينها من دينيس، يعمل بهوس على نص سينمائي، لكن لا يلاقي نجاحًا أو حافزًا ليسدد ديونه. عقب رفض لنصه المسرحي، يتولى تشيب وظيفة يؤمنها له زوج خليلته المنفصل عنها جيتاناس، مسؤول حكومي ليتواني ودود لكنه فاسد، ينتقل لاحقًا إلى فيلنيوس ويعمل في الاحتيال على المستثمرين الأمريكيين عبر الإنترنت.
بينما تتفاقم حالة ألفريد الصحية، تحاول إنيد، في يأس متزايد، التلاعب بكل أولادها لجلبهم إلى سان جود لقضاء عيد الميلاد. في البداية، حضر غاري ودينيس فقط، بعد أن فشل غاري في إقناع زوجته وأطفاله، بينما يتأخر تشيب نتيجة صراع سياسي عنيف في ليتوانيا، يصل متأخرًا في نهاية المطاف بعد تعرضه لهجوم تُسلب فيه كل مدخراته. عن غير عمد، تكتشف دينيس أن والدها كان عارفًا بعلاقتها الغرامية المراهقة مع مرؤوسه، واحتفظ بمعرفته سرًا صونًا لخصوصيتها، مقابل ثمن شخصي كبير. بعد صبيحة عيد ميلاد كارثي سويًا، يُصاب الأطفال الثلاثة بالجزع بسبب حالة والدهم، ويُنقل ألفريد أخيرًا إلى دار رعاية.
مع تدهور حالة ألفريد في العناية، يبقى تشيب مع إنيد ويزور والده بصورة دورية بينما يواعد طبيبة، يحظى بتوءم معها في آخر الأمر. تهجر دينيس فيلادلفيا إلى نيويورك لتعمل في مطعم جديد حيث تكون أكثر سعادة. تصبح إنيد، بعد أن تحررت من مسؤولياتها ومشاعر إحباطها طويلة الأمد، شخصًا أكثر انفتاحًا شيئًا فشيئًا، وتتمتع بانخراط أوفر صحة في حيوات أطفالها وأطفالهم، وتعلن في النهاية أنها جاهزة لإدخال بعض التغييرات على حياتها.

## روابط خارجية
- التصحيحات (رواية) على موقع الموسوعة البريطانية (الإنجليزية)